# Diplazium aemulum
Diplazium aemulum là một loài dương xỉ trong họ Athyriaceae. Loài này được Underw. & Maxon mô tả khoa học đầu tiên năm 1902.